# Anila pulchella
Anila pulchella là một loài thực vật có hoa trong họ Đậu. Loài này được (Roxb.) Kuntze mô tả khoa học đầu tiên năm 1891.